# Adonismus
Adonismus (aus dem griech. von Άδωνις (Adonis) sowie hebr. אֲדֹנָי (Adonai) für Herr bzw. Gott) ist eine weltanschauliche Geheimlehre, die von dem Orientalisten und Okkultisten Franz Sättler (Pseudonym: Dr. Musallam) (* 1884; † 1942), Friedrich Wilhelm Quintscher (* 1893; † 1945) (Pseudonym: Rah Omir-Quintscher) und Franz Bardon (* 1909; † 1958) in den 1920er Jahren verbreitet wurde und Anhänger in der von Franz Sättler gegründeten „Adonistischen Gesellschaft“ fand.

## Überlieferungslegende
Nach der Überlieferungslegende des Adonismus wurde Franz Sättler bei einer Reise in den Nahen Osten nach dem Ersten Weltkrieg von „orientalischen Adepten“ („Chakimîm“) in ihre „adonistische Geheimloge“ aufgenommen und besuchte als Eingeweihter in „Nuristan“ (Land des Lichtes) angeblich die Tempelstadt „Bit Nur“ (Haus des Lichtes), die die weltgrößte geheimwissenschaftliche Bibliothek beherbergt haben soll. Sättler will dort die „Urreligion der Menschheit“ studiert haben. Neben den „orientalischen Adepten“ beruft Sättler sich, ähnlich wie Nietzsche, auf Zarathustra: „Zarathustra I... war der Magier und Bewahrer der adonistischen Lehre“ (Sättler).

## Adonistische Gesellschaft
Ausgehend von der beschriebenen Überlieferungslegende verbreitete Sättler in den späten 1920er Jahren seine Darstellungen des Adonismus in Büchern und Zeitschriften und versammelte in der „Adonistischen Gesellschaft“ in Wien Anhänger und Adepten um sich und gab die Zeitschrift „Dido“ heraus. Friedrich Wilhelm Quintscher, Franz Bardon, Silias und später Frater Devachan erweiterten und veränderten Sättlers Lehren. Die Logen der adonistischen Gesellschaft arbeiteten teilweise nach einem Zeremonial, das sich auf den Signatstern berief, eine alchemistische Abhandlung des 19. Jahrhunderts. 1936 wurde die inzwischen in „Orion-Bund“ umbenannte Organisation von den Nationalsozialisten verboten.

## Lehrinhalte und Rituale
Der sich als Rehabilitation der „Urreligion“ verstehende Adonismus hat ein stark dualistisch geprägtes Weltbild mit gegensätzlich wirkenden Kräften und Prinzipien, zu denen auch der Gegensatz von männlich und weiblich zählt.
Im Mittelpunkt der Ethik steht eine anarchistische Befreiungslehre, die die Menschheit von laut ihr sinnlosen Institutionen wie Ge- und Verboten, juristischen Gesetzen oder Ethik und Moral befreien will. Mittel dazu sind unter anderem sogenannte „Vertauschungsrituale“, bei denen klassische Symbole und ihre Wertungen in ihre Gegensätze verkehrt werden. Da die Adonisten innerhalb ihrer Rituale auch Sexualmagie praktiziert haben sollen, wurden sie von der bürgerlichen Presse Österreichs angefeindet.

## Nachwirkung und Gegenwart
Um 1955 rief einer der Schüler Sättlers zur Neugründung der adonistischen Gesellschaft auf und suchte in Zeitungsannoncen nach den Werken Sättlers. Seit einigen Jahren erscheinen Lehrschriften des Adonismus wieder als Reprint. Ein formeller Zusammenschluss praktizierender Adonisten ist derzeit nicht bekannt.

### Adonistische Schriften
- Franz Sättler:
  - Mythos Menschheit – Das Leben und Sterben der Götter, Kulturen und Religionen aus Sicht der adonistischen Geheimlehre. Schleierwelten-Verlag, Wyk auf Föhr 2006.
  - Adonismus oder die uralte Geheimlehre, wie sie uns von d. Chaldaern, Phöniziern, Persern, Ägyptern u. Griechen überliefert, noch heutigentags im Orient bei d. Nasairiern oder „Lichtauslöschern“, d. Jezîdi-Kurden od. „Teufelsanbetern“ u. a. erhalten ist u. durch e. eigenen Orden, den „Nizâm el-Khâf“ neuerdings wieder verbreitet wird. Ohne Ortsangabe, 1926.
  - Macht und Erfolg. Adonistischer Verlag, Berlin 1927.
  - Jugend und Schönheit. Adonistischer Verlag, Berlin 1927.
  - Hes oder: Die Flamme des Lebens. Berlin-Weissensee 1927.
  - Der Adept. Die zwölf Stufen des magischen Einweihungsweges. Archiv für Altes Gedankengut und Wissen, Sinzheim 2004, ISBN 3-937592-11-3. Mit einer Einleitung von Hans Thomas Hakl und Bibliographie.
- Friedrich Wilhelm Quintscher:
  - Adonistische Astromagie. Schleierwelten-Verlag, Wyk auf Föhr 2005.
  - Adonismus – das Urwissen der Menschheit. Schleierwelten-Verlag, Wyk auf Föhr 2005.
    - Bd. 3: Nach der Bibel des Adonis: vu tutam val evisul – gegen den Wahnglauben. ISBN 3-937341-16-1.
    - Bd. 4: Nach den ägyptischen Offenbarungen: Schweige und handle! ISBN 3-937341-17-X.

  - Die Essenz der Magie. Schleierwelten-Verlag, Wyk auf Föhr 2007.
  - Geheime magische Praktiken. Bürstadt 2006.
- Friedrich Wilhelm Quintscher, Silias: Magischer Schriftwechsel des Ophias. Schleierwelten-Verlag, Wyk auf Föhr 2007.
- Silias: Magisches Tagebuch des Silias. Faksimile. Schleierwelten-Verlag, Wyk auf Föhr 2005.
- Devachan: Adonismus: die uralte Geheimlehre. Esoterischer Verlag Hartmann, Bürstadt 1999.

### Sekundärliteratur
- Marco Frenschkowski: Die adonistische Gesellschaft. In: Die Geheimbünde. Marix Verlag, Wiesbaden 2007, ISBN 978-3-86539-926-7. S. 172–176.
- Hans-Jürgen Glowka: Deutsche Okkultgruppen 1875–1937. Hiram-Edition, München 1981, ISBN 3-921513-54-5, S. 81–91.
- Adolf Hemberger: Der Adonismus als Baalskult. In: Organisationsformen, Rituale, Lehren und magische Thematik der freimaurerischen- und freimaurerartigen Bünde im Deutschen Sprachraum Mitteleuropas. Bd. 2: Pansophie und Rosenkreuz. Gießen 1974.
- Horst E. Miers: Lexikon des Geheimwissens. Freiburg 1979. S. 86.
- Helmut Möller: Licht aus dem Osten. Franz Sättlers wundersame Reise nach Nuristân. In: Albrecht Götz von Olenhusen (Hrsg.): Wege und Abwege. Beiträge zur europäischen Geistesgeschichte der Neuzeit. Festschrift für Ellic Howe zum 20. September 1990. Freiburg 1993, ISBN 3-8107-5051-4. S. 199–230.